# جزيرة بوطينة
 جزيرة بوطينة  جزيرة إماراتية تقع في أقصى جنوب الخليج العربي، و تقع في إمارة ابوظبي و تبعد عنها 130 كيلومتراً، تبلغ مساحة الجزيرة 4255 كم مربع، وهي محمية طبيعية. تنتمي إلى محمية مروح البحرية للمحيط الحيوي، والتي نجحت في الوصول إلى المرحلة الثالثة ضمن 28 موقعاً في العالم من أصل 447 موقعا تم ترشيحها من قبل 224 دولة ضمن مسابقة عجائب الطبيعة السبع الجديدة في العالم.   
تتميز  جزيرة بوطينة  في المياه التي تحيط بالجزيرة توجد الشعاب المرجانية والحشائش البحرية النادرة وأشجار القرم، إضافة إلى الأحياء البحرية وخاصة المهددة بالانقراض عالمياً مثل أبقار البحر التي تضم أبوظبي ثاني أكبر مجموعة منها بعد أستراليا وبالتحديد في محيط جزيرة بوطينة . كذلك تتميز (بوطينة) بـ بيئة جافة جدا ودرجة حرارة عالية، فكما هو معروف تعيش الشعاب المرجانية في درجة حرارة لا تتعدى 23 % بينما الشعاب المرجانية في بوطينة تعيش في درجة حرارة 35% ما يفتح الباب لإجراء الدراسات العلمية للمهتمين بتفسير هذا الوضع الاستثنائي، وبالتالي هناك نتائج علمية كامنة في الجزيرة وتستقطب اهتمام علماء الأحياء البحرية والتي سنتمكن من خلالها معرفة آليات المقاومة النباتية لتأثيرات التغيرات المناخية.  
- موقع جزيرة بوطينه

تبعد بوطينة حوالي 130 كيلومتر تقريباً غرب أبوظبي وهي جزء من محمية مروح للمحيط الحيوي التي كانت أول محمية محيط حيوي بحرية في المنطقة يتم ضمها لشبكة محميات المحيط الحيوي التابعة لليونسكو. وتشبه بوطينة في شكلها حدوة الحصان، وتحتوي على أنظمة بيئية غنية بحرية وبرية جديرة بالاعتراف الدولي.
تم رصد تواجد عدد كبير من السلاحف الخضراء منقار الصقر المعرضة بشكل كبير للانقراض في جزيرة بوطينة. كما سجل وجود أبقار البحر في مواقع الأعشاب البحرية بالجزيرة، وتعتبر أبقار البحر من الأنواع المهددة بالانقراض وفقا للقائمة الحمراء للاتحاد الدولي لصون الطبيعة. ولقد تمت مشاهدة 650 بقرة بحر في فصل الصيف، بينما شوهدت 835 بقرة خلال فصل الشتاء. وتعتبر الجزيرة ملاذاً طبيعياً لأبقار البحر نظراً لقلة الأنشطة البشرية في المنطقة. 

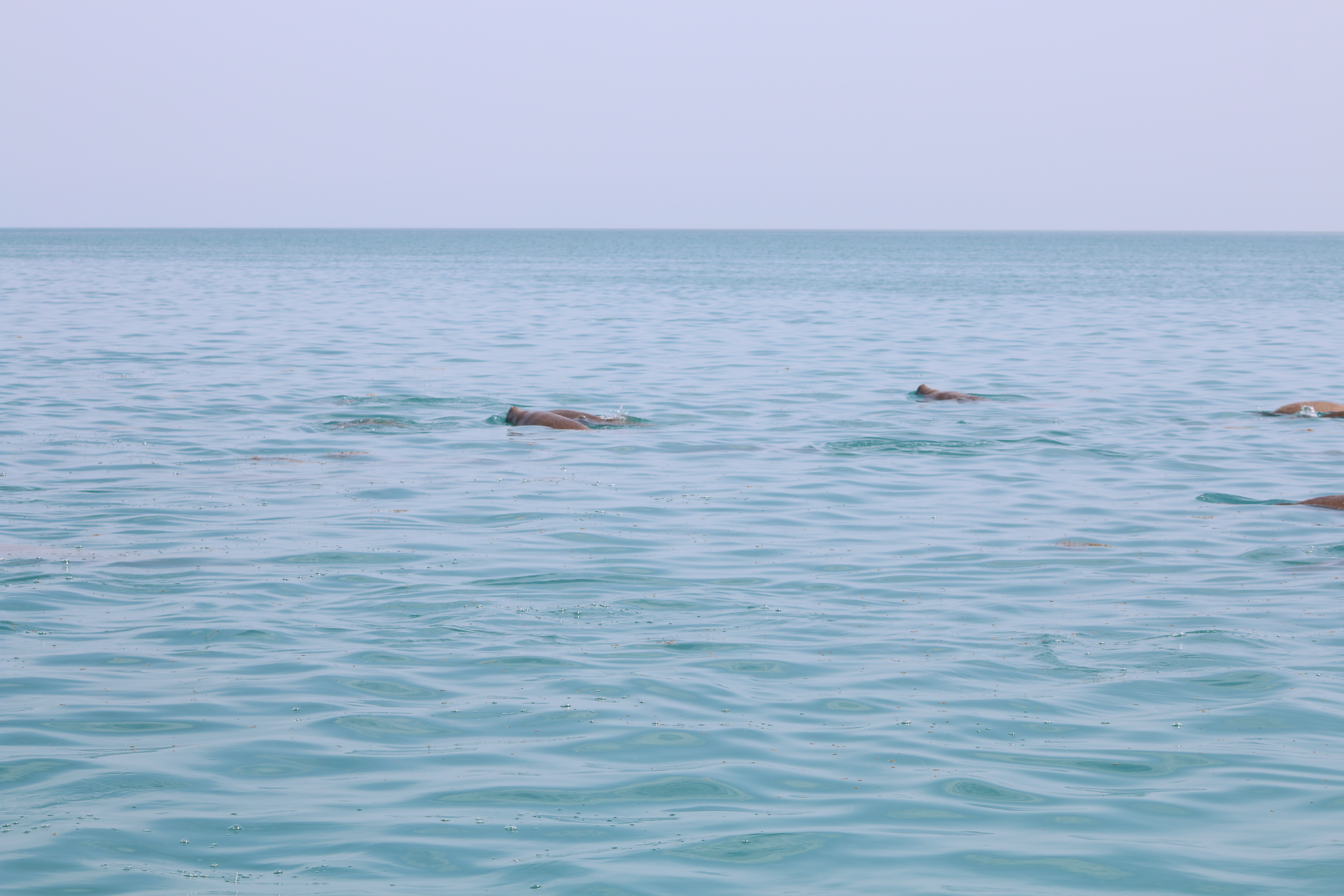
أبقار بحر تسبح بالقرب من جزيرة بوطينة

وتعتبر المياه المحيطة بجزيرة بوطينة موطناً لمجموعات الدلافين بما في ذلك دولفين المحيط الهندي – الهادي الأحدب والدولفين قاروري الأنف والدولفين الشائع. ويتعرض الجانب المحمي من الجزيرة بانتظام لغمر المد والجزر مما يسمح بوجود وبقاء مجموعات أشجار قرم مزدهرة بارتفاع متوسطه 5 أمتار. 
وعلاوة على ذلك تستخدم العديد من الطيور المهاجرة الجزيرة كمحطة توقف للراحة والتغذية خلال مسار هجرتها من وسط آسيا إلى أفريقيا.  ولقد تم تسجيل 4-5 من أعشاش العقاب النسارية بصورة منتظمة على الجزيرة خلال مواسم تكاثر متتالية. وتستضيف الجزيرة أيضا مجموعة صغيرة من طائر الخرشنة بيضاء الوجه و 25000 من طيور الغاق السقطري والذي يعتبر أيضاً من الطيور المهددة عالمياً.  